# Entente de los Balcanes

Los países que formaron la Entente de los Balcanes en 1934 y su principal adversario, Bulgaria.

La entente de los Balcanes, pacto de los Balcanes o pacto balcánico, fue un pacto firmado el 9 de febrero de  1934 por el Reino de Yugoslavia, el Reino de Rumanía, Turquía y el Reino de Grecia para proteger la integridad territorial frente a pretensiones anexionistas del Reino de Bulgaria y el Reino Hungría. La Segunda Guerra Mundial lo dejó sin efecto.

## Antecedentes

Pérdidas territoriales búlgaras en los conflictos de comienzos del siglo.

Tras la Primera Guerra Mundial los tratados de paz que le pusieron fin supusieron cambios territoriales en el este de Europa que dividieron en la práctica a los países en dos grupos: aquellos que habían salido beneficiados de dichos cambios, favorables al mantenimiento de las fronteras, y aquellos que, por haber perdido territorios, reclamaban la revisión de esos tratados, llamados revisionistas. Bulgaria, que había sido una de las naciones derrotadas en la contienda, había perdido importantes territorios para su tamaño, tanto en la guerra mundial como en la anterior segunda guerra balcánica, pertenecía al segundo grupo, al contrario que la mayoría de sus vecinos.
En 1933 el rey yugoslavo Alejandro I comenzó a tratar de mejorar las relaciones de su país con la vecina Bulgaria, con la que se disputaba el control de parte de Macedonia, asignada a Yugoslavia tras la guerra mundial. Este acercamiento preocupó a Grecia y Turquía, también vecinos y Bulgaria y con la que también mantenían disputas territoriales. Temían además la posible creación de un gran Estado eslavo que controlase los Balcanes. Para tratar de alejar a Bulgaria de Yugoslavia decidieron ofrecerle una garantía fronteriza en mayo de 1933, que Bulgaria, opuesta a las fronteras trazadas tras la Primera Guerra Mundial que le habían privado de ciertos territorios y de la salida al mar Egeo, rechazó.
Tras el rechazo búlgaro, el ministro de Asuntos Exteriores rumano, Nicolae Titulescu, propuso como alternativa la firma de tratados de no agresión entre todos los países balcánicos, rematados por un gran acuerdo de garantías mutuas entre todos ellos.

## Objetivo
El 17 de octubre de 1933 se firmó el primer tratado de no agresión, entre el Reino de Rumanía y Turquía. El 17 de noviembre se rubricaba otro entre esta y Yugoslavia. Bulgaria se mostró dispuesta a firmar tratados de no agresión con sus vecinos, pero no a reconocer las fronteras trazadas en Versalles.
El pacto, firmado el 9 de febrero de 1934, establecía la garantía de las fronteras entre los firmantes ante agresiones de terceros, aunque excluía el caso de ataque de grandes potencias, aparentemente por la negativa griega a acudir en socorro del Reino de Yugoslavia en caso de agresión italiana. La postura griega recibió el apoyo turco, preocupado el gobierno de este país por tener que auxiliar a Rumanía en caso de un ataque soviético. En la práctica, añadía a Grecia y Turquía al bloque de la Pequeña Entente, formado para evitar el revisionismo húngaro y neutralizaba las posibles pretensiones búlgaras uniendo contra ellas a todos sus vecinos.

## Historia
Tras la firma del pacto, este se encontró con la maniobra en su contra de Mussolini que, el 17 de marzo de 1934 firmó con Hungría y Austria los Protocolos de Roma, con la intención de evitar una unión de los Estados danubianos que no conviniese a los intereses italianos.
El pacto fue poco eficaz para frenar la influencia de las grandes potencias en los Balcanes, como deseaba utilizarlo Checoslovaquia, por las reservas griegas y turcas a ampliar la alianza al caso de un ataque por parte de aquellas, y por la tendencia yugoslava a tratar de mejorar por su cuenta sus relaciones con el único objetivo factible de la alianza, Bulgaria.
El 24 de enero de 1937 Yugoslavia volvió a tomar la iniciativa en la normalización de relaciones con Bulgaria firmando con esta un tratado de amistad. A este le siguió un acuerdo entre Bulgaria y los países de la Entente en el que renunciaban al uso de la fuerza para resolver sus desacuerdos, permitía el crecimiento del Ejército búlgaro y se establecía la necesidad de comenzar negociaciones sobre posibles rectificaciones de la frontera en Tracia. El Gobierno búlgaro no quedó satisfecho con el acuerdo y reclamó cambios territoriales tangibles, especialmente respecto a la Dobruya meridional, a la que daba tanta importancia como para ofrecer una alianza política y militar a Alemania a cambio de su apoyo en esta cuestión. A comienzos de julio, en una reunión de los ministros de Asuntos Exteriores yugoslavo y búlgaro, pareció que se llegaba a un acuerdo entre los dos países, pero la negativa yugoslava a abandonar la Entente o a respaldar a los búlgaros en caso de un ataque turco acabó con esta efímera ilusión.
En el invierno de 1939, tras estallar la Segunda Guerra Mundial, el ministro de Asuntos Exteriores rumano, Grigore Gafencu, trató de utilizar la Entente como base para formar un bloque de países neutrales que limitase la influencia alemana en la zona y fuese lo suficientemente fuerte como para disuadir a la Unión Soviética de intervenir, gran temor del Gobierno rumano. El bloque debía incluir al Reino de Bulgaria y estar encabezado por el Reino Italia, aún neutral en el conflicto. La idea recibió el apoyo del Reino de Yugoslavia, pero Grecia se opuso a ceder territorios a Bulgaria para lograr su ingreso en la alianza. Los soviéticos tampoco vieron con buenos ojos el intento rumano y trataron de aislar al Reino de Rumanía para poder recuperar la Besarabia en disputa e intentaron lograr, sin éxito, la neutralidad turca ante un posible ataque búlgaro a Rumanía con la intención de recuperar Dobruya, por la que los dos países rivalizaban. La negativa italiana a dirigir la nueva alianza y el rechazo húngaro y búlgaro a adherirse a ella sellaron el fracaso de la propuesta.
La última junta de la Entente se celebró en febrero de 1940, cuando se volvió a tratar el asunto de la entrada de Bulgaria en la alianza, pero la negativa griega a ceder territorio, a la que se sumó repentinamente Yugoslavia, hizo fracasar el intento. El mismo mes el nuevo Gobierno búlgaro con Bogdan Filov a la cabeza, mucho más favorable al Eje, tomó posesión y declaró que cualquier posible acuerdo con la Entente pasaba por la cesión a Bulgaria de la Dobruya meridional, acabando así por su lado con cualquier posibilidad de consenso ante la negativa de los países de la Entente a ceder territorio a los búlgaros.

## Consecuencias
El tratado fue la última alianza multinacional antirrevisionista del periodo de entreguerras y la más débil. En la práctica era un acuerdo para neutralizar las veleidades revisionistas búlgaras, innecesario por la debilidad militar y diplomática de Bulgaria, además de no lograr mantener la paz en los Balcanes cuando trató de utilizarse en el invierno de 1939 como base de un nuevo bloque de naciones neutrales en la Segunda Guerra Mundial.